# اوژن الیویه
اوژن الیویه (انگلیسی: Eugène Olivier; ۱۷ سپتامبر ۱۸۸۱ – ۵ مهٔ ۱۹۶۴) شمشیرباز اهل فرانسه بود.
وی همچنین برندهٔ جوایزی همچون لژیون دونور (شوالیه) و لژیون دونور (افسر) شده‌است.